# 39. medicinska brigada (ZDA)
39. medicinska brigada (izvirno angleško 39th Medical Brigade) je bila medicinska brigada Kopenske vojske Združenih držav Amerike.

## Odlikovanja
- Meritorious Unit Commendation